# Jehan Yperman
Jehan Yperman est un chirurgien flamand, né vers 1260 à Ypres et mort vers 1331.

## Biographie
Yperman étudie à Paris à la Confrérie de Saint-Côme et de Saint-Damien avec Lanfranc de Milan, qu'il cite souvent dans ses écrits. Il devient chirurgien après 1297 et s'installe à Ypres vers 1303.
Il est le premier auteur d'un ouvrage de médecine en langue néerlandaise, ce qui explique qu'on a pu le qualifier de "père de la chirurgie flamande". Deux de ses manuscrits[Lesquels ?] sont découverts et édités au XIXe siècle.

## Œuvres
- (nl + fr) Corneille Broeckx (dir.), La chirurgie de maître Jehan Yperman, chirurgien belge (XIIIe – XIVe siècle) : publiée pour la première fois, d'après la copie flamande de Cambridge, Anvers, Buschmann, 1863
- (nl + fr) Traité de médecine pratique de maître Jehan Yperman, médecin belge (XIIIe – XIVe siècle), Anvers, Buschmann, 1867

### Éponymie
- Hôpital régional Jan Yperman, Ypres.
- Bière Yperman.